# سيباستيان سياني
سيباستيان سياني (بالفرنسية: Sébastien Siani)‏ (مواليد 21 ديسمبر 1986 في داكار) هو لاعب كرة قدم كاميروني.

## الأهداف الدولية
نتائج الكاميرون تظهر على اليمين.
| الهدف | التاريخ      | الملعب                       | الخصم        | الهدف | النتيجة | البطولة                                                 |
| ----- | ------------ | ---------------------------- | ------------ | ----- | ------- | ------------------------------------------------------- |
| 1     | 26 مارس 2016 | ملعب ليمبي، ليمبي، الكاميرون | جنوب إفريقيا | 1–1   | 2–2     | تصفيات كأس الأمم الأفريقية لكرة القدم 2017 - المجموعة ل |

## روابط خارجية
- سيباستيان سياني على موقع الاتحاد الدولي (مؤرشف)  (الإنجليزية)
- سيباستيان سياني على موقع قاعدة بيانات كرة القدم.إي يو (الإنجليزية)
- سيباستيان سياني على موقع ناشيونال فوتبول تيمز (الإنجليزية)
- سيباستيان سياني على موقع Soccerway.com (الإنجليزية)
- سيباستيان سياني على موقع عالم كرة القدم.نت (الإنجليزية)
- صفحة Footgoal